# والری پوستوویتنکو
والری پوستوویتنکو (اوکراینی: Валерій Павлович Пустовойтенко؛ زادهٔ ۲۳ فوریهٔ ۱۹۴۷) سیاست‌مدار اهل اوکراین است. وی از ۱۶ ژوئیه ۱۹۹۷ تا ۳۰ نوامبر ۱۹۹۹ نخست‌وزیر این کشور بود.
وی همچنین برندهٔ جوایزی همچون نشان پیش‌کسوت کار شده‌است.